# قوم چوکچی

ناحیه خودگردان چوکوتکا، که چوکچی‌ها هم در آن ساکن‌اند.

چوکچی (به روسی: чукчи) از اقوام بومی ساکن در دوردست‌های سیبری در روسیه هستند. چوکچی‌ها حدود ۱۶ هزار نفرند و در شبه‌جزیره چوکچی و کرانه‌های دریای چوکچی و منطقه دریای برینگ اقیانوس منجمد شمالی سکونت دارند. خاستگاه اصلی آن‌ها از مردمانی است که در پیرامون دریای اختسک زندگی می‌کردند.
زبان‌های رایج در این قوم، زبان چوکچی و زبان روسی است. زبان چوکچی از گروه زبان‌های دیرین سیبری است.
گذران زندگی چوکچی‌ها بیشتر از طریق دام‌داری گوزن شمالی، ماهیگیری و شکار است.

## دسته‌بندی
چوکچی‌ها سنتاً به دو دسته «چوکچی دریایی» و «چوکچی گوزنی» تقسیم می‌شوند که دسته نخست در ساحل زندگی کرده و پستانداران دریایی را شکار می‌کنند و دسته دوم در توندرا به دام‌داری گوزن شمالی مشغول‌اند. چوکچی‌ها به خود به طور جمع، قوم «لوئوراوِتلان» می‌گویند که به معنی «شخص واقعی» است. چوکچی‌های دریایی در زبان چوکچی «آنقالیت» (مردم دریا) و چوکچی‌های گوزنی «چائوچو» (پر از گوزن) نامیده می‌شوند. نام چوکچی تلفظ روسی از همین واژه آخر است.

## افسانه آفرینش
یک اسطوره از قوم چوکچی -که دارای تغییراتِ بسیاری نیز هست- در گزارشِ آفرینشِ جهان می گوید که جهان با همکاری چندین موجود از جمله آفرینشگر و پرندگان، برساخته شده است.